# Kotsis Attiláné
Kotsis Attiláné Kincsesy Gabriella (Budapest, 1928. május 31. – Budapest, 2023. augusztus 17.) magyar röplabdázó, edző. Játékosként háromszoros magyar bajnok, illetve huszonhatszoros válogatott. A magyar röplabdasport egyik legsikeresebb edzője, a magyar női válogatottal háromszor egymás után szerepelt olimpián (1972, 1976, 1980), ezalatt kétszer ért el olimpiai negyedik, egyszer ötödik helyezést.

## Életpályája
Budapesten született, gyermekkorát a Wekerletelepen töltötte. Édesapját a második világháborút követően elvitték, sosem tért haza. Kezdetben a Vasasban atletizált, illetve a MAC-ban kosárlabdázott. Civilben először a rendőrség sporttisztje volt, de családi háttere miatt eltávolították. 1948-ban Németh Imre gerelyhajító, akivel együtt atletizáltak a Vasasban, vette magához titkárnőként a Ganz-gyárba. 
1948-ban kezdett el röplabdázni, amikor Prohászka László leigazolta a Partizán SE-be. 1949-ben a BRE játékosa lett, innen került be a magyar női röplabda-válogatottba. 1954 és 1956 között a Ganz, majd 1963-ig a Vasas Turbó játékosa volt. Játékos-pályafutása alatt huszonhat alkalommal játszott a válogatottban, 1950-ben és 1955-ben szerepelt az Európa-bajnokságon 6. helyezett, valamint az 1952-es világbajnokságon szintén 6. helyet szerzett csapatban. Az 1950-es évek röplabdájának egyik jegyzett játékosa volt. Eközben elvégezte a Testnevelési Főiskola testnevelő tanári, később szakedzői szakát. Tanári diplomájának megszerzése után a röplabdázás mellett egy kőbányai iskolában tanított.
Korán kezdett edzősködni, először a Ganz Villany, később a Lendület SE és a Vasas Turbó edzőjeként dolgozott. 1961-ben kinevezték a magyar női junior válogatott szövetségi edzőjévé, majd 1970-től a felnőtt válogatott szövetségi kapitánya lett. Első sikerét hamar elérte, amikor az 1970. évi világbajnokságon 4. helyet ért el a válogatottal. Az 1975-ös Eb-n ezüstérmet szerzett, majd az 1976. évi nyári olimpiai játékokon a magyar röplabda történetének addigi legnagyobb sikerét érte el a negyedik helyezéssel. Ezt követően távozott a válogatott éléről, és a Budapesti Spartacus edzője lett. 
Az 1980. évi nyári olimpiai játékok előtt a Magyar Röplabda-szövetség visszahívta a válogatott élére, ahol ismét a negyedik helyet sikerült elérni. A válogatott élén 1985-ig maradt. Ezt követően a KSI, a Ganz és a BVSC vezetőedzője volt. 1995-ben elvállalta a BSE ifjúsági csapatának edzését, majd Budaörsön és a TFSE különböző korosztályait edzette egészen 2009-ig. 
Élete utolsó éveiben a Vasas utánpótlásának szakmai tanácsadója volt. Szövetségi kapitánysága idején az Eötvös Loránd Tudományegyetemen pedagógiai és pszichológiai diplomát is szerzett.
Férje Kotsis Attila jogász volt, akit 1948-ban internálótáborba vittek, később eltűntnek nyilvánították. Második férje Havasi Gyula röplabdázó volt, emiatt a sajtóban Havasi Gyuláné néven szerepelt. Egy fiúgyermekük született. Időközben az internálótáborok felszámolását követően kiderült, hogy Kotsis Attila él, így visszatért hozzá.

## Sikerei, díjai

### Játékosként
BRE
- magyar bajnok: 1953

Vasas Turbó
- magyar bajnok: 1959, 1962

magyar női röplabda-válogatott
- világbajnoki 6. helyezés: 1952
- Európa-bajnoki 6. helyezés: 1950, 1955

### Edzőként
magyar női röplabda-válogatott
- olimpiai 4. helyezett: 1976, 1980
- olimpiai 5. helyezett: 1972
- világbajnoki 4. helyezett: 1970
- világbajnoki 6. helyezett: 1974
- Európa-bajnoki 2. helyezett: 1975
- Európa-bajnoki 3. helyezett: 1981, 1983

### Egyéni díjai, elismerései
- mesteredző (1977)
- A Magyar Köztársasági Érdemrend kiskeresztje (1993)
- Kemény Ferenc-díj (1998)
- a nemzetközi röplabda Hírességek Csarnokának tagja (2010)
- Papp László Budapest-sportdíj (2013)
- Prima Primissima díj (2019)